# Desbarats Strait
Desbarats Strait är ett sund i Kanada.   Det ligger i territoriet Nunavut, i den norra delen av landet, 3 700 km nordväst om huvudstaden Ottawa.